# Панарин, Артемий Сергеевич
Арте́мий Серге́евич Пана́рин (род. 30 октября 1991, Коркино, Челябинская область) — российский хоккеист, крайний нападающий клуба НХЛ «Нью-Йорк Рейнджерс».
Обладатель Кубка Гагарина 2015 года в составе СКА. В составе сборной России становился победителем чемпионата мира среди молодёжи 2011 года, серебряным призёром взрослого чемпионата мира 2015 года, бронзовым призёром чемпионатов мира 2016 и 2017 годов.
Обладатель призов «Золотой шлем» (КХЛ, 2015), «Колдер Трофи» (НХЛ, 2016), «Харламов Трофи» (2016).

## Биография

### Клубная карьера

#### Россия
Воспитанник челябинского СДЮШОР «Трактор» (1997—2003), челябинского ДЮСШ «Сигнал» (2004), СДЮШОР «Витязь» (2004—2008). Занимался хоккеем в школе челябинского «Трактора», затем в Подольске в школе «Витязя». Играл за «Витязь» в открытом юношеском первенстве Москвы. С сезона 2008/09 выступал в КХЛ за «Витязь». Также выступал в МХЛ за команду «Русские Витязи». 11 января 2012 года был обменян в казанский «Ак Барс» на денежную компенсацию, однако по окончании сезона вернулся в «Витязь».
31 января 2013 года перешёл в петербургский СКА. 29 апреля 2013 года продлил контракт со СКА на два года. В 2015 году выиграл в составе СКА Кубок Гагарина, набрав в 20 матчах плей-офф 20 очков (5+15).

#### «Чикаго Блэкхокс»
29 апреля 2015 года 23-летний Панарин подписал двухлетний контракт новичка с клубом НХЛ «Чикаго Блэкхокс». Тренерами «Чикаго» Панарин был определён в звено к Патрику Кейну и Артёму Анисимову. Свой дебютный матч в НХЛ провёл 7 октября 2015 года, в котором отметился заброшенной шайбой в ворота «Нью-Йорк Рейнджерс». 17 февраля 2016 года оформил свой первый хет-трик в НХЛ, забив три шайбы в ворота «Нью-Йорк Рейнджерс». В регулярном чемпионате набрал 77 очков (30+47) в 80 матчах. По итогам сезона получил Колдер Трофи — приз лучшему новичку года.
9 ноября 2016 года в матче с «Сент-Луис Блюз» (2:1 ОТ) впервые в карьере в НХЛ сделал хет-трик Горди Хоу, забив победный гол в овертайме, отдав голевой пас и подравшись со Скотти Апшоллом.
29 декабря 2016 года «Чикаго Блэкхокс» объявил о продлении контракта с Панариным ещё на два года — до конца сезона 2018/19. По новому соглашению Артемий заработает $ 12 млн. По словам агента хоккеиста Тома Линна, «это самый большой двухлетний контракт в истории Национальной хоккейной лиги».

#### «Коламбус Блю Джекетс»
23 июня 2017 года «Чикаго» обменял Панарина, 22-летнего форварда Тайлера Мотта и выбор в шестом раунде драфта 2017 года в «Коламбус Блю Джекетс» на 24-летнего форварда Брэндона Саада, 24-летнего голкипера Антона Форсберга и выбор в пятом раунде драфта 2018 года.
Первую шайбу за новый клуб забросил в 4-м матче снова против «Нью-Йорк Рейнджерс». 20 марта 2018 года в матче с теми же «Рейнджерс» оформил хет-трик, первый за «Коламбус» и второй в карьере в НХЛ. По итогам регулярного чемпионата набрал 82 очка, что является новым персональным рекордом, а также рекордом «Блю Джекетс» по набранным очкам. Кроме того, отрыв от занявшего второе место по набранным очкам у «Мундиров» защитника Сета Джонса составил 25 очков. Также Артемий стал лучшим снайпером команды с 27 голами (отрыв от Кэма Аткинсона — 3 гола), лучшим ассистентом с 55 передачами (отрыв от Джонса — 14 передач), лидером среди форвардов по игровому времени (среднее время на льду составило 20:07, больше только у защитников Джонса и Веренски), лидером по показателю полезности (+23) и перехватам (70). В плей-офф в первом же матче серии против «Вашингтон Кэпиталз» Артемий набрал 3 очка (1+2), забив решающий гол в овертайме (встреча закончилась победой «Коламбуса» со счётом 4:3 ОТ). Всего за 6 игр серии против «Кэпиталз» Панарин набрал 7 очков (2+5).

#### «Нью-Йорк Рейнджерс»
В межсезонье 2019 года Панарин стал одним из самых востребованных неограниченно свободных агентов в НХЛ. Проведя переговоры с несколькими клубами лиги, Панарин заключил контракт с «Нью-Йорк Рейнджерс» на семь лет на общую сумму в $ 81,5 млн. Среднегодовой доход Панарина составит $ 11,64 млн, что сделало его самым высокооплачиваемым российским хоккеистом, а также вторым по размеру среднегодовой зарплаты после Конора Макдэвида ($ 12,5 млн в год).
12 декабря 2019 года сделал хет-трик в ворота «Сан-Хосе Шаркс» (6:3), добавив к этому одну голевую передачу. Несмотря на то, что из-за эпидемии коронавируса Панарин провёл за «рейнджеров» лишь неполный сезон, русскоязычный сайт НХЛ признал его главной звездой «Рейнджерс» среди россиян в истории.

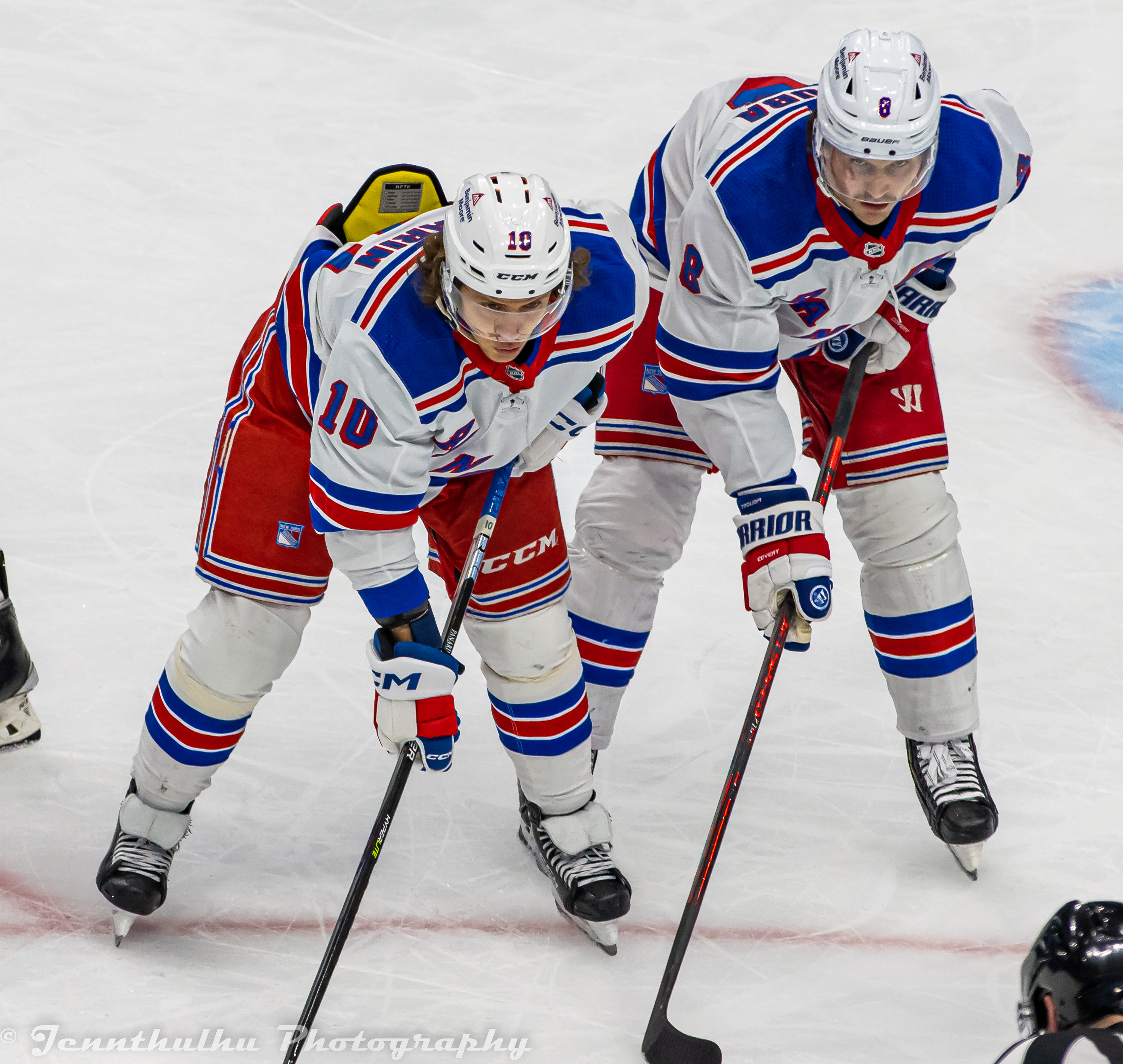
Панарин (слева) в ноябре 2022 года

12 марта 2022 года набрал 5 очков (1+4) в игре против «Даллас Старз» (7:4). Всего в сезоне 2021/22 набрал 96 очков (22+74) в 75 матчах и установил личный рекорд в НХЛ по очкам и передачам.
11 февраля 2023 года в победном гостевом матче с «Каролиной Харрикейнз» (6:2) забросил четыре шайбы (в том числе три шайбы в третьем периоде), оформив таким образом первый покер в карьере. Первая шайба стала 200-й для Панарина в НХЛ. Панарин стал 4-м в истории хоккеистом «Рейнджерс», забросившим 4 шайбы за матч. Это был 4-й хет-трик Панарина в НХЛ и первый с декабря 2019 года. Российский хоккеист последний раз забрасывал 4 шайбы в НХЛ в сезоне 2019/20, когда это удалось Денису Гурьянову. До этой игры Панарин не забивал в 8 матчах подряд. Панарин был признан первой звездой недели НХЛ (6-12 февраля 2023), он набрал 9 очков (4+5) в 4 матчах. Всего в сезоне 2022/23 набрал 92 очка (29+63) в 82 матчах. Панарин занял 10-е место среди лучших ассистентов сезона и вошёл в топ-20 лучших бомбардиров.

##### Сезон 2023/24: рекорд по очкам (120) и голам (49)
В ноябре 2023 года Панарин серией из 15 результативных матчей подряд установил новый рекорд как для «Рейнджерс» (ранее принадлежал канадцу Роду Жильберу с 14 матчами в сезоне 1972/73), так и для российских игроков в НХЛ (ранее принадлежал игроку «Бостон Брюинз» Дмитрию Квартальнову, который в сезоне 1992/93 набирал очки в 14 играх подряд). 3 декабря 2023 года сделал свой пятый хет-трик в НХЛ в игре против «Сан-Хосе Шаркс» (6:5). 30 декабря 2023 года сделал хет-трик в ворота «Тампы-Бэй Лайтнинг» (5:1). Панарин отметился заброшенной шайбой в 4-м матче подряд и достиг отметки в 50 набранных очков (23+27) за 35 матчей.
25 февраля 2024 года забросил шайбу в ворота «Коламбус Блю Джекетс» (2:4), этот гол стал 33-м для Панарина в сезоне в 59 матчах, он установил личный рекорд по голам за сезон. 28 февраля забросил 2 шайбы в ворота «Коламбус Блю Джекетс» (4:1) и стал 13-м российским хоккеистом, забросившим 250 шайб за карьеру в НХЛ. Также Панарин шестой раз за последние семь сезонов преодолел отметку в 80 очков. 16 марта набрал 5 очков (2+3) в игре против «Питтсбурга» (7:4). Третья передача в этой игре стала для Панарина 500-й в карьере в НХЛ, Панарин стал 10-м российским хоккеистом, добравшимся до этой отметки. 21 марта сделал хет-трик в ворота «Бостона» (5:2). Панарин впервые в карьере преодолел отметку в 40 шайб за сезон, ранее он никогда не забрасывал более 32 шайб. 26 марта набрал 3 очка (0+3) в игре против «Филадельфии» (6:5 ОТ) и впервые в карьере преодолел отметку в 100 очков за сезон (43+59 в 72 матчах). Панарин стал 8-м российским хоккеистом в истории, набравшим 100 очков за сезон в НХЛ. 3 апреля набрал 2 очка (1+1) в игре против «Нью-Джерси» (4:3) и достиг отметки в 110 очков (45+65). Это 10-й случай в истории НХЛ, когда российский хоккеист набрал 110 очков за сезон. Также Панарин вышел на второе место в истории «Рейнджерс» по очкам за 1 сезон, больше набирал только Яромир Ягр (123). 7 апреля набрал 4 очка (1+3) в игре против «Монреаля» (5:2), Панарин 4-й раз в сезоне набрал не менее 4 очков за игру. В последнем матче регулярного сезона против «Оттавы» набрал 2 очка (1+1) и добрался до отметки в 120 очков за сезон (49+71). Панарин стал 4-м в истории российским хоккеистом, набравшим за сезон не менее 120 очков. Ранее это удавалось Александру Могильному, Сергею Фёдорову и Никите Кучерову (дважды).

##### Сезон 2024/25
17 октября набрал 4 очка (3+1) в матче против «Детройта» в гостях (5:2). Это был 8-й хет-трик Панарина в НХЛ и седьмой в матчах на выезде. В первых 4 матчах сезона Панарин набрал 11 очков (5+6). 6 декабря набрал 3 очка (2+1) в игре против «Питтсбурга» (4:2). На счету Панарина стало 813 очков (280+533) в 697 матчах НХЛ. Он вышел на 10-е место в списке лучших российских бомбардиров, обойдя защитника Сергея Гончара (811 очков). 11 декабря провёл свой 700-й матч в НХЛ, Панарин стал 36-м российским хоккеистом, добравшимся до этой отметки.

### В сборной

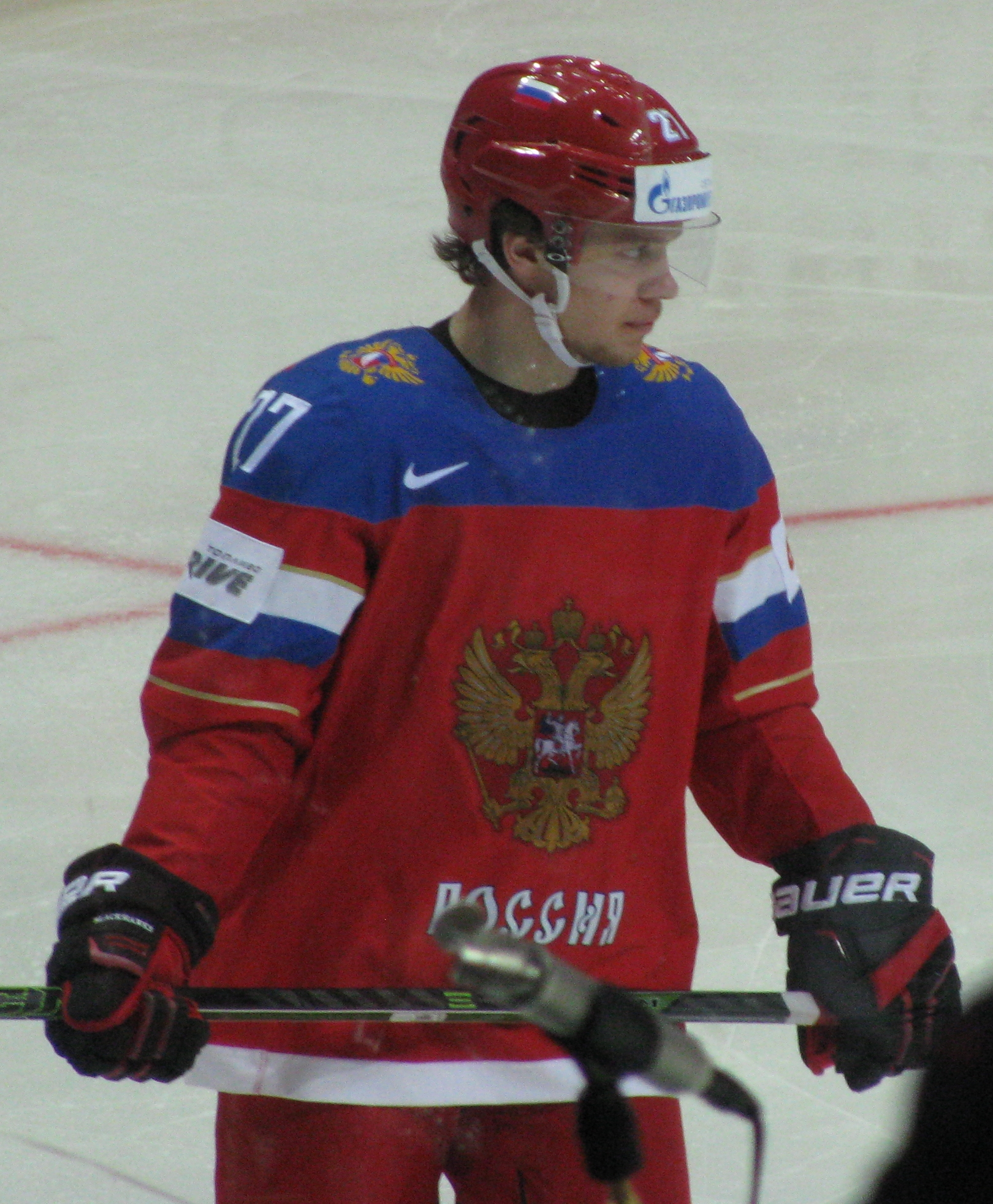
Панарин в составе сборной России в 2016 году

В составе молодёжной сборной России участник Subway Super Series 2010 года. На молодёжном чемпионате мира 2011 года стал чемпионом, забросив две шайбы в финальном матче с канадцами. Панарин забил первый гол в начале третьего периода при счёте 0:3. После этого сборная России смогла переломить ход игры и выиграть 5:3; четвёртый, победный, гол также на счету Панарина.
На чемпионате мира 2015 года провёл 10 матчей, в которых набрал 10 (5+5) очков. На чемпионате мира 2016 года сыграл ещё более результативно, набрав 15 (6+9) очков в 10 матчах и став вторым бомбардиром турнира после Вадима Шипачёва (18 очков). В 2017 году на чемпионате мира в Германии и Франции сыграл 9 матчей и стал лучшим бомбардиром с 17 очками (4+13), а также лучшим ассистентом (13 передач). Был признан лучшим нападающим турнира и включён в символическую сборную.

## Вне льда
В июле 2019 года Панарин дал интервью Sports.ru, в котором рассказал о своей жизни и общественной позиции. Большой резонанс вызвала та часть интервью, в которой хоккеист подверг критике российские власти и президента России Владимира Путина. Впоследствии называл это интервью безответственным.
Женат на Алисе Знарок, дочери тренера Олега Знарка.
В сентябре 2019 года Панарин объявил о создании собственного благотворительного фонда.
20 февраля 2021 года в интервью газете «Комсомольская правда» российский тренер Андрей Назаров заявил, что в декабре 2011 года, когда он возглавлял чеховский «Витязь» и где в то время выступал Артемий Панарин, после выездного матча регулярного чемпионата КХЛ в Риге против местного «Динамо», Панарин в состоянии алкогольного опьянения напал на 18-летнюю гражданку Латвии в баре отеля «Radisson». По словам Назарова, Панарину грозил тюремный срок, однако за него вступились влиятельные жители Риги и урегулировали вопрос с местной полицией за взятку в €40 тыс. 22 февраля 2021 года Панарин отверг все обвинения и взял отпуск на неопределённое время. Также отверг обвинения бывший одноклубник Панарина по «Витязю» Михаил Анисин, который по словам Назарова был свидетелем инцидента. 10 марта Панарин вернулся в расположение «Нью-Йорк Рейнджерс».
В июне 2022 года Панарин сообщил, что у него обсессивно-компульсивное расстройство, и ранее он испытывал сильную зависимость от социальных сетей.

## Статистика
| Легенда | Легенда                    | Легенда | Легенда                   | Легенда | Легенда    |
| ------- | -------------------------- | ------- | ------------------------- | ------- | ---------- |
| И       | Количество проведённых игр | Штр     | Штрафное время            | +/−     | Плюс-минус |
| Г       | Голы                       | П       | Голевые передачи          | О       | Очки       |
| -       | Статистика неизвестна      | —       | Статистика не учитывалась |         |            |

## Достижения

### Командные
КХЛ
| Год  | Команда | Достижение                |
| ---- | ------- | ------------------------- |
| 2015 | СКА     | Обладатель Кубка Гагарина |

НХЛ
| Год  | Команда            | Достижение                      |
| ---- | ------------------ | ------------------------------- |
| 2024 | Нью-Йорк Рейнджерс | Обладатель Президентского кубка |

Сборная
| Год        | Команда       | Достижение                                         |
| ---------- | ------------- | -------------------------------------------------- |
| 2011       | Россия (мол.) | Победитель чемпионата мира среди молодёжных команд |
| 2015       | Россия        | Серебряный призёр чемпионата мира                  |
| 2016, 2017 | Россия        | Бронзовый призёр чемпионата мира (2)               |

### Личные
НХЛ
| Год        | Команда            | Достижение                                                  |
| ---------- | ------------------ | ----------------------------------------------------------- |
| 2016       | Чикаго Блэкхокс    | Колдер Трофи                                                |
| 2016       | Чикаго Блэкхокс    | Попадание в символическую сборную новичков НХЛ              |
| 2017       | Чикаго Блэкхокс    | Попадание во вторую символическую сборную всех звёзд НХЛ    |
| 2020, 2024 | Нью-Йорк Рейнджерс | Попадание в первую символическую сборную всех звёзд НХЛ (2) |
| 2023       | Нью-Йорк Рейнджерс | Попадание во вторую символическую сборную всех звёзд НХЛ    |

КХЛ
| Год  | Команда | Достижение                      |
| ---- | ------- | ------------------------------- |
| 2015 | СКА     | Обладатель приза «Золотой шлем» |
| 2015 | СКА     | Прогресс сезона                 |

Сборная
| Год  | Команда | Достижение                                        |
| ---- | ------- | ------------------------------------------------- |
| 2017 | Россия  | Лучший бомбардир чемпионата мира                  |
| 2017 | Россия  | Попадание в символическую сборную чемпионата мира |
| 2017 | Россия  | Лучший нападающий чемпионата мира                 |

Другие
| Год  | Награда                     |
| ---- | --------------------------- |
| 2016 | Обладатель «Харламов Трофи» |